# Piguetiella blanci
Piguetiella blanci är en ringmaskart som först beskrevs av Piguet 1906. Enligt Catalogue of Life ingår Piguetiella blanci i släktet Piguetiella och familjen glattmaskar, men enligt Dyntaxa är tillhörigheten istället släktet Piguetiella och familjen Naididae. Arten är reproducerande i Sverige. Inga underarter finns listade i Catalogue of Life.